# Tethocyathus minor
Espèce
Statut CITES
Tethocyathus minor est une espèce de coraux appartenant à la famille des Caryophylliidae.